# Maria Librachowa

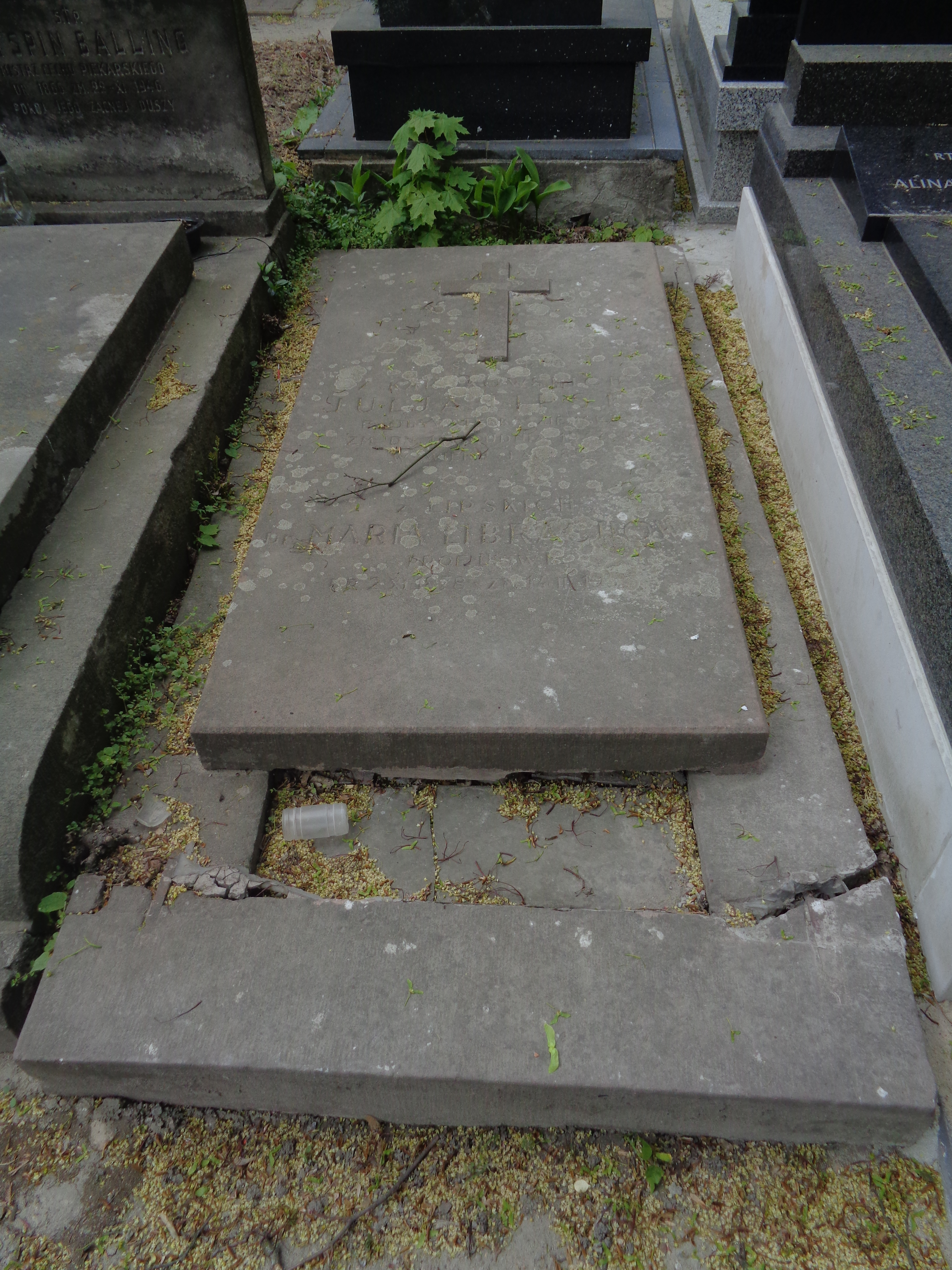
Grób Marii Librachowej na cmentarzu Powązkowskim w Warszawie

Maria Lipska-Librachowa (ur. 2 listopada 1878 w Zbiroży w powiecie Rypin, zm. 4 marca 1955 w Warszawie) – polska pedagog, psycholog, profesor Wolnej Wszechnicy Polskiej i Uniwersytetu Łódzkiego.

## Życiorys
Działaczka Polskiej Partii Socjalistycznej-Lewicy. Współorganizatorka Polskiego Związku Nauczycielskiego (1905).
W latach 1914–1915 wykładała pedagogikę na Wydziale Humanistycznym Towarzystwa Kursów Naukowych w Warszawie.
Od 1929 wykładowca psychologii w Wolnej Wszechnicy Polskiej jako docent, a następnie profesor; w latach 1946–1953 profesor Uniwersytetu Łódzkiego.
Prekursorka badań w zakresie psychologii rozwojowej i wychowawczej w Polsce, popularyzatorka wiedzy pedagogicznej. Prowadziła badania nad procesami myślenia i wpływem warunków środowiskowych na rozwój dziecka. Wykładowca w placówkach kształcenia nauczycieli, m.in. w Państwowym Instytucie Robót Ręcznych w Warszawie.
Jej mężem był Ludwik Librach (1879–1942), działacz ruchu robotniczego i spółdzielczego, publicysta. Ślub odbył się w 1907 roku.
Pośmiertnie odznaczona Krzyżem Komandorskim Orderu Odrodzenia Polski. Pochowana została na cmentarzu Powązkowskim w Warszawie (kwatera 118 rząd 1 grób 9).

## Główne prace
- Psychologia pedagogiczna w ćwiczeniach. Warszawa: Gebethner i Wolff, 1933.
- Dziecko wsi polskiej: próba charakterystyki. Część 1: teoretyczna; Część 2: Charakterystyki regionalne. Warszawa: Nasza Księgarnia, 1934; (współautor – S.M.Studencki).
- Jak chować dziecko. Warszawa, 1937, wznowienie: Warszawa, 1946 (współautor – Janina Skarżyńska).
- O metodach nauczania w szkole elementarnej: rozważania metodyczno-pedagogiczne. Warszawa: M. Arct, 1918.
- Pogadanki z dziećmi. Cz. 1, Pierwszy rok nauczania (dla szkół miejskich); książka dla nauczyciela. Lwów, Warszawa: Książnica Polska Towarzystwa Nauczycieli Szkół Wyższych, 1922 (współautor – Hipolita Selmowiczówna-Gnoińska).
- Rozumowanie dzieci: badania eksperymentalne nad dziećmi od lat dziewięciu do dwunastu. Lwów, Warszawa: Książnica Polska Towarzystwa Nauczycieli Szkół Wyższych, 1922.
- Wskazówki w samokształceniu i w samouctwie dla kandydatów na nauczycieli. Katowice: Związek Nauczycielstwa Polskiego. Okręg Śląski, 1946.
- Zbudzony rycerz: fantazja sceniczna w 3 aktach. Warszawa: Księgarnia Naukowa, 1907.

Redaktorka:
- Stanisław Karpowicz. Wybór pism; pod red. Marii Librachowej. Warszawa: "Nasza Księgarnia", 1929.
- Praca Szkolna: Dodatek miesięczny do „Głosu Nauczycielskiego” poświęcony sprawom pedagogiczno-dydaktycznym związanym z praktyką szkolną (w latach 1924-1929).